# Белвер (Гавиан)
Белве́р (порт. Belver) — район (фрегезия) в Португалии, входит в округ Порталегри. Является составной частью муниципалитета Гавьян.
Входит в экономико-статистический субрегион Алту-Алентежу, который входит в Алентежу.

## История
По старому административному делению входил в провинцию Алту-Алентежу.

## Население
На 2001 год — 900 человек.

## География
Занимает площадь 69,71 км².

## Культура
Покровителем района считается Дева Мария (порт. Nossa Senhora da Visitação).